# ジョージ・ヘッドリー
ジョージ・アルフォンソ・ヘッドリー, OD, MBE（英: George Alphonso Headley, OD, MBE、1909年5月30日 - 1983年11月30日）は、パナマ出身のクリケット選手。元西インド諸島代表。ポジションはバッツマン。